# Delphinium siamense
Delphinium siamense là một loài thực vật có hoa trong họ Mao lương. Loài này được (Craib) Munz mô tả khoa học đầu tiên năm 1968.